# Szima
Szima (hebr. שמעה) – wieś położona w Samorządzie Regionu Har Chewron, w Dystrykcie Judei i Samarii, w Izraelu.
Leży w południowej części Judei w górach Judzkich, w otoczeniu terytoriów Autonomii Palestyńskiej.

## Historia
Osada powstała w 1982 jako wojskowy punkt obserwacyjny, który w 1988 został zdemilitaryzowany. Osiedlili się wówczas tutaj cywilni osadnicy żydowscy.